# Blainville-sur-Mer
Blainville-sur-Mer is een gemeente in het Franse departement Manche (regio Normandië). De plaats maakt deel uit van het arrondissement Coutances. Blainville-sur-Mer telde op 1 januari 2022 1.604 inwoners.
Vanaf 1968 worden er voor de kust op grote schaal oesters gekweekt.

## Geografie
De oppervlakte van Blainville-sur-Mer bedroeg op 1 januari 2022 11,6 vierkante kilometer; de bevolkingsdichtheid was toen 138,3 inwoners per km².

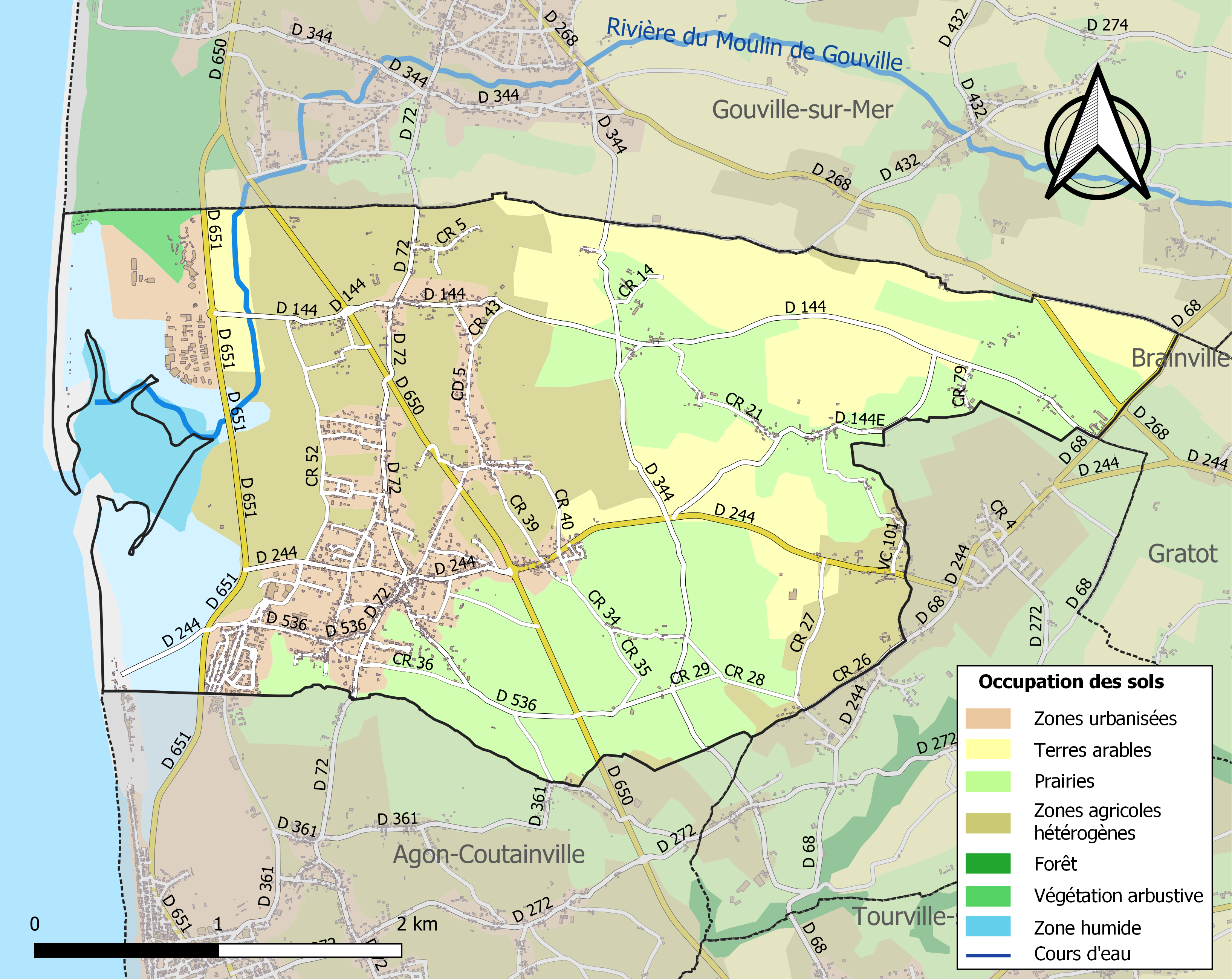
Kaart van de gemeente met de belangrijkste infrastructuur, bodemgebruik en omliggende gemeenten

## Demografie
Onderstaande figuur toont het verloop van het inwonertal (bron: INSEE-tellingen).